# Ula bifilata
Ula (Ula) bifilata là một loài ruồi trong họ Pediciidae. Chúng phân bố ở vùng Indomalaya.